# Anguilla nigricans
Anguilla nigricans är en fiskart som beskrevs av Chu och Wu, 1984. Anguilla nigricans ingår i släktet Anguilla och familjen egentliga ålar. Inga underarter finns listade i Catalogue of Life.